# A-382 (Spanje)

De A-382

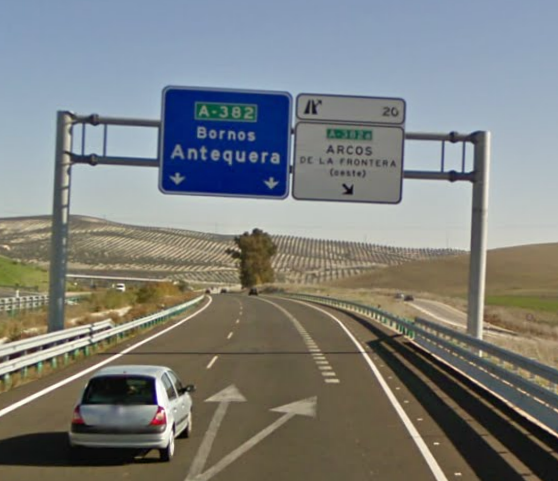
De A-382

De A-382 is een autovía in Andalusië. De snelweg is 29,1 kilometer lang en verbindt Jerez de la Frontera (AP-4) met Arcos de la Frontera. De A-382 werd afgewerkt in 2007.